# 乃美宗勝
乃美宗勝（のみむねかつ，大永7年（1527）－天正20年（1592））戰國時代武將。安藝國國人領主。小早川隆景家臣。居城為賀儀城。

## 生涯
宗勝父親是浦元安養子，被允許使用乃美為姓氏，因此得以出仕小早川隆景。天文24年（1555）嚴島之戰以自己擁有村上氏血緣關係（村上武吉、村上吉充）成功招募村上水軍。當時流傳著一句宗勝對毛利元就的台詞：「一日だけ軍船をお借りしたい」。之後做為統領小早川水軍主力將領，表現活躍。永祿4年（1561年），在門司城之戰中獨自一人與大友軍中勇將伊美彈正對打，雖然負傷，但仍成功殺死對方。永祿8年（1565年）於所領賀儀城築城作為據點，永祿12年（1569年）立花山城攻防戰擔任殿軍讓毛利軍主力撤退，以回防大內輝弘入侵長門國。
天正3年(1575年)轉戰到備中國，也作為主力活動著。攻擊上野隆德的備中常山城，城池陷落前城內鶴姬（上野隆德的妻子，三村元親的妹妹）帶領34個侍女親自出征。這樣的突擊讓毛利軍吃驚敗走。宗勝見到鶴姬後，說道：「不得與女人戰鬥」並勸導鶴姬。放棄戰鬥的鶴姬交付作為傳家寶刀的「國平太刀」給宗勝，返回城內自殺(常山交戰)。
天正4年（1576）9月，宗勝在第一次木津川口之戰擔任總大將率軍出戰，以焙烙火矢炮擊九鬼嘉隆水軍獲勝，成功地將兵糧運入石山本願寺。但是在天正6年（1578年）第二次木津川口之戰織田軍方面以鐵甲船應戰，宗勝的水軍無功而返。天正7年（1579年），成功地將兵糧運進別所長治籠城的三木城。
天正10年（1582年），嫡男浦盛勝受到織田氏調略，動向不明遭到主君小早川隆景懷疑並要求宗勝儘早處理，同年盛勝突然暴斃，暗殺之說甚囂塵上，死因成謎。
天正20年（1592）應秀吉之命參與朝鮮戰爭。回國後不久在筑前國糟屋郡秋屋死去，年63。
宗勝與毛利氏當中有「虎將」之稱的吉川元春齊名。一生中從毛利元就、小早川隆景、毛利輝元和豐臣秀吉這4人手中得到了15張感謝狀。

## 關連項目
- 浦氏
- 乃美隆興
- 乃美大方
- 毛利水軍